# Vrchteplá
Vrchteplá (em húngaro: Felsőhéve) é um município da Eslováquia, situado no distrito de Považská Bystrica, na região de Trenčín. Tem 4,9 km² de área e sua população em 2018 foi estimada em 269 habitantes.

## Demografia
| Ano:        | 1994 | 2004   | 2014   | 2024   |
| ----------- | ---- | ------ | ------ | ------ |
| Broj ljudi: | 260  | 256    | 272    | 248    |
| Razlika:    |      | -1,53% | +6,25% | -8,82% |

| Ano:               | 2023 | 2024   |
| ------------------ | ---- | ------ |
| Número de pessoas: | 244  | 248    |
| Diferença:         |      | +1,63% |